# Carlos Alberto Rosa
Carlos Alberto Rosa (Lisboa, Socorro, 1929 - 3 de Fevereiro de 2005) foi um jurista, magistrado, político e dirigente desportivo português.

## Biografia
Licenciado em Direito pela Faculdade de Direito da Universidade de Lisboa, Jurista de formação e de profissão e reconhecido especialista em Finanças Públicas, funcionário público, desempenhou diversas funções na administração pública, ocupou funções na Magistratura e foi um activista na defesa das liberdades e da ordem democrática.
Foi o primeiro Presidente da Bolsa de Valores de Lisboa e Porto, cargo que desempenhou entre 1974 e 1987, atravessando períodos conturbados como o processo revolucionário do pós-25 de Abril e a entrada de Portugal na Comunidade Económica Europeia, hoje União Europeia.
A 16 de Dezembro de 1979, foi eleito Presidente da Câmara Municipal de Cascais, pelo Centro Democrático Social. Manteve-se no cargo até 12 de Dezembro de 1982, cumprindo integralmente o seu mandato e guiando o Concelho durante os conturbados anos que se seguiram ao 25 de Abril de 1974, e onde desenvolveu um trabalho que todos consideram positivo. Em seguida foi eleito Vereador da mesma Câmara Municipal e, em 1993, Deputado Vogal da Assembleia Municipal.
Foi Presidente da Assembleia Geral do Grupo Desportivo Estoril Praia em 1992-1993.
Era Presidente do Conselho Fiscal do Banif quando faleceu a uma Quinta-Feira. A sua morte foi anunciada pelo Banco num comunicado à Comissão do Mercado de Valores Mobiliários. A doença já o afastara desde há alguns meses das funções de Deputado na Assembleia Municipal, onde tinha assento como independente eleito pelas listas da coligação Partido Social Democrata/Centro Democrático Social - Partido Popular. Num comunicado escrito por ocasião do seu funeral, na Segunda-Feira, dia 7 de Fevereiro de 2005, o então Presidente da Câmara Municipal de Cascais António Capucho lembra o "activista corajoso na defesa das liberdades e da ordem democrática" e descreve Carlos Alberto Rosa como "um homem de grande rectidão de carácter, que honrou o serviço público e defendeu os interesses do concelho onde residia". Para o homenagear, a Autarquia decidiu atribuir-lhe, a título póstumo, a Medalha de Honra do Concelho, além de dar o seu nome a uma "via relevante" na Freguesia do Estoril.
A 24 de Fevereiro de 2007, como forma de homenagear, a título póstumo, o munícipe e antigo Presidente da Câmara Municipal de Cascais, Carlos Alberto Rosa, foi atribuído o seu nome à até então Rotunda da Estrada da Alapraia, que passou a ter a designação de Praça Dr. Carlos Alberto Rosa. A cerimónia de descerramento da placa toponímica contou com a presença de familiares de Carlos Alberto Rosa, nomeadamente Maria Luísa, viúva do homenageado, e, entre outros, do Presidente da Junta de Freguesia do Estoril, Luciano Mourão, e do Presidente da Câmara Municipal de Cascais, António Capucho.